# Habitatge al passeig del Remei, 8 (Santa Maria de Palautordera)
L'Habitatge al passeig del Remei, 8 és una obra modernista de Santa Maria de Palautordera (Vallès Oriental) protegida com a Bé Cultural d'Interès Local.

## Descripció
Es tracta d'un edifici entre parets mitgeres amb planta baixa i dos pisos. La coberta és a dues vessants de carener paral·lel a la façana principal amb cornisa. La façana està arrebossada i pintada de groc ocre. Les obertures són de llinda plana amb persianes de llibret de color verd, a excepció del portal d'accés que és d'arc esglaonat amb porta de fusta de color natural. Tots els buits estan emmarcats en el terç superior per un arc esglaonat amb una petita cornisa. A la línia d'imposta i a l'interior de l'arc hi ha rajoles de color verd amb motius florals. A la planta baixa té la porta d'accés tancada amb una reixa i una finestra i, el primer pis, dos buits amb sortida a un balcó corregut. A les golfes hi ha una galeria de tres arcs rampants separats per columnes. Cal destacar el treball de la forja de la reixa del portal i de la barana del balcó estan decorades amb motius florals i vegetals.
A les golfes hi ha guardat un plafó de ceràmica i ferro forjat amb la representació de la verge del Remei que anava subjectat a la façana.

## Història
Segons referències de la propietària, el projecte de la casa va ser realitzat per Lluís Domenech i Muntaner, que era amic de l'avi de la propietària. No s'han trobat documents escrits que ho corroborin.